# Tausułtan Szakmanow
Tausułtan Keliemietowicz Szakmanow, Tau-Sułtan Szakman, ros. Таусултан Келеметович Шакманов (Тау-Султан Шакман) (ur. 3 lipca 1885 r. w Nalczyku, zm. ?) – północnokaukaski prawnik i działacz polityczny, emigracyjny działacz narodowy i publicysta

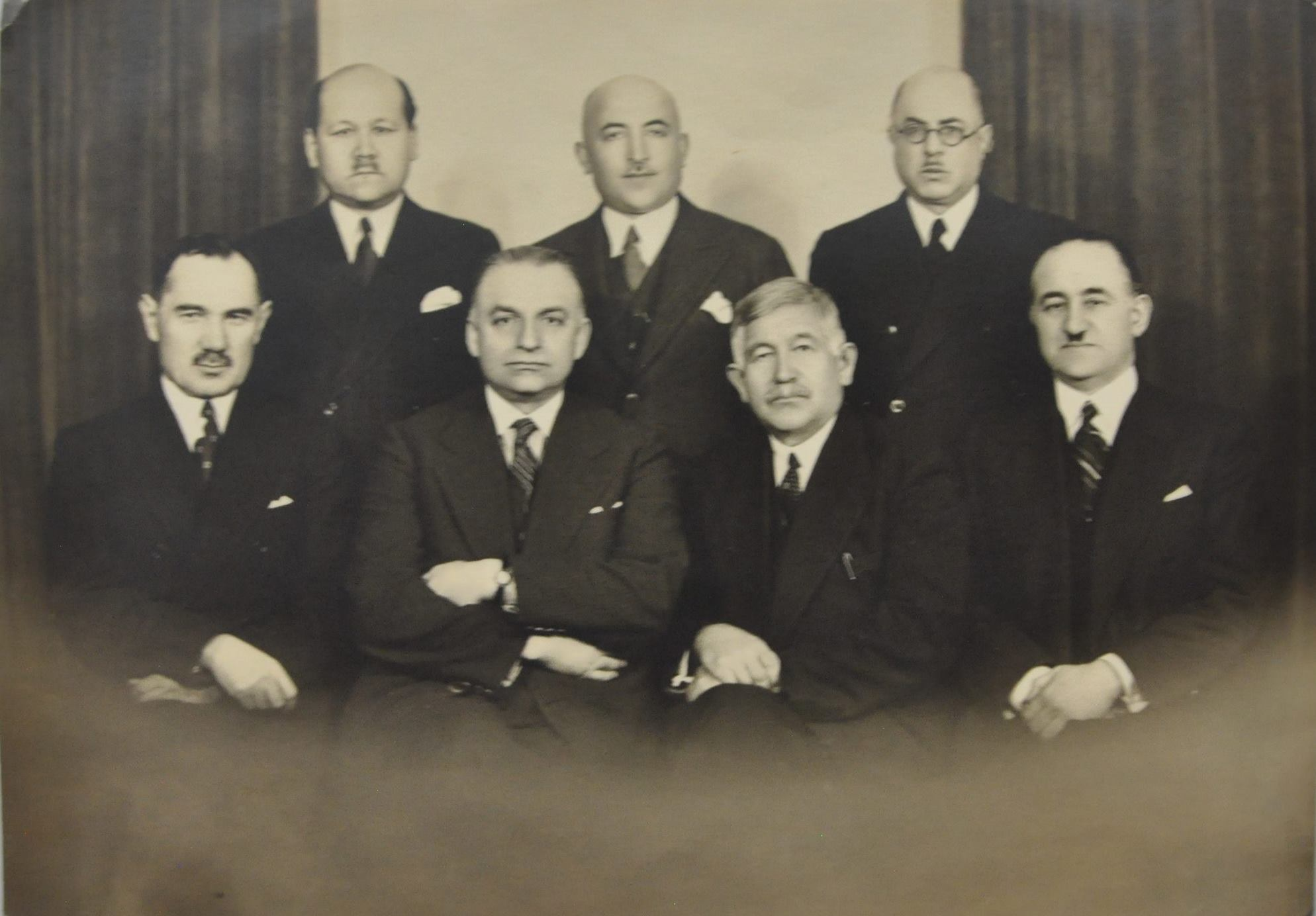
Liderzy emigracji politycznej ludów tureckich i kaukaskich w Warszawie.
Sidyat (od lewej): Mahomet-Girej Sunsz, Jafer Seydahmet Kirimer, Ayaz Ishaki, Mehmed Emin Resulzade.
Stoją (od lewej): Mustafa Czokaj, Mustafa Vekilli, Tau-Sułtan Szakman

Ukończył politechnikę w Charkowie, a następnie studia prawnicze na uniwersytecie w Moskwie. Powrócił na Północny Kaukaz, gdzie został zastępcą adwokata we Władykaukazie. Po rewolucji lutowej 1917 r., zaangażował się w działalność polityczną. W marcu tego roku uczestniczył w powołaniu Tymczasowego Komitetu Centralnego Związku Zjednoczonych Górali Kaukaskich, stając się jego członkiem. Wiosną 1917 r. został członkiem Nalczykowskiego Okręgowego Komitetu Wykonawczego. Następnie objął funkcję sekretarza Terskiego Ispołkomu Obłastnego. W 1918 r. zorganizował Nalczykowską Okręgową Radę Ludową, a potem Kabardyńską Radę Narodową. Pod koniec 1918 r. wstąpił do Oddziału Wolności księcia Zaurbeka A. Dautukowa-Sieriebriakowa, z którym wycofał się na Kubań. Popierał władzę gen. Antona I. Denikina. Od stycznia do marca 1920 r. pracował w administracji Białych w Nalczyku, po czym – w związku z zajęciem miasta przez wojska bolszewickie – przedostał się do Gruzji. Wyjechał wkrótce do Stambułu, a stamtąd w 1924 r. przeniósł się do Paryża. Pracował w fabryce. Był współzałożycielem loż masońskich "Złote Runo", a następnie "Prometeusz". Ostatecznie zamieszkał w Warszawie. Był autorem licznych artykułów w prasie emigracyjnej. W 1928 r. współzakładał organizację "Prometeusz", stając na jej czele. Pod koniec lat 20. przewodniczył Północnokaukaskiemu Centrum Narodowemu. Opowiadał się za ideą konfederacji narodów kaukaskich. 14 lipca 1934 r. w Brukseli podpisał tzw. pakt brukselski. Pod koniec września 1935 r. skierował "Protest narodów zniewolonych przez Rosję" do Ligi Narodów. Jego losy po klęsce Polski w wojnie obronnej jesienią 1939 r. nie są znane.